# Gulbent springhöna
Gulbent springhöna (Turnix tanki) är en asiatisk medlem i fågelfamiljen springhöns som länge betraktades som hönsfåglar, men som trots sitt likartade utseende egentligen tillhör ordningen vadarfåglar.

## Kännetecken

### Utseende
Gulbent springhöna är en rätt stor (15–18 cm) gråaktig springhöna, större och mer enfärgad än springhönan (T. sylvestris), med ljust öga, gulskär näbb och som namnet avslöjar gula ben Den är rostorange på nacke och bröst, mörkt gråbrun på manteln och de blekare vingtäckarna har mörka fläckar. Flankerna är beigefärgade med svarta fläckar. Honan är större och mer färgglad än hanen som har roströd mantel kraftigt streckad i svart och vitt. Den flyger ovilligt, men kan i flykten skiljas från springhönan genom mindre kontrasterande vingpennor.

### Läten
Gulbent springhöna är ljudligare och mer dånande i sina läten än andra springhöns. Spellätet är en 10-15 sekunder lång serie hoanden som ökar i styrka och blir allt mer klagande i tonen. Även läten som "off-off-off" eller "pook-pook" hörs.

## Utbredning och systematik
Gulbent springhöna delas in i två underarter med följande utbredning:
- Turnix tanki tanki – förekommer på Indiska subkontinenten, Andamanerna och Nicobarerna
- Turnix tanki blanfordii – förekommer från Manchuriet till Myanmar, södra Kina och Indokina

## Levnadssätt
Fågeln förekommer i torra gräsmarker, men även busk- och våtmarker och odlingsfält, framför allt risstubbåkrar, upp till 2000 meters höjd. Den för en mycket tillbakadragen tillvaro och avslöjar sig oftast genom lätet. Den lever av säd, frön, gröna skott och ryggradslösa djur som myror, små skalbaggar och gräshoppor. 

### Häckning
Liksom andra springhöns har den ett polyandriskt häckningsbeteende, där honan parar sig med flera hanar. Det är honan som är mer färgglatt tecknad, initierar parning och bygger boet, medan den blekare tecknade hanen ruvar äggen och tar hand om ungarna. Denna art häckar mellan mars och november, möjligen under hela året i Sydostasien men vanligen under regnsäsongen juni till oktober.

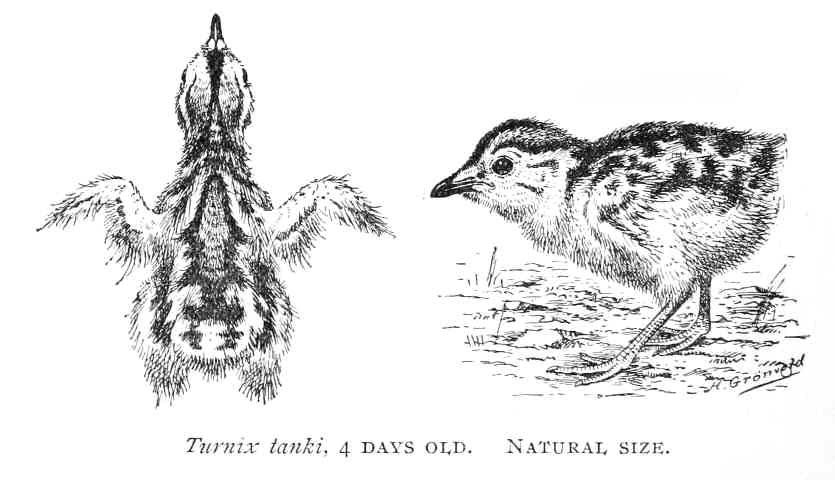

## Status och hot
Arten har ett stort utbredningsområde och en stor population med stabil utveckling som inte tros vara utsatt för något substantiellt hot. Utifrån dessa kriterier kategoriserar internationella naturvårdsunionen IUCN arten som livskraftig (LC). Världspopulationen har inte uppskattats men den beskrivs som vanlig i stora delar av utbredningsområdet.

## Namn
Fågelns vetenskapliga artnamn tanki är av oklar härkomst. Tanki (eller Thanki) är ett vanligt familjenamn i Indien. Tanki är dock även ordet för trädet Bauhinia purpurea liksom "sparvhök" på lepcha, ett språk som förekommer i Sikkim.
Fågeln har på svenska även kallats gulfotad springhöna.